# 신입사원 얄개
《신입사원 얄개》는 한국에서 제작된 선우완 감독의 1983년 영화이다. 이승현 등이 주연으로 출연하였고 정진우 등이 제작에 참여하였다.

## 출연

### 주연
- 이승현
- 김형곤
- 조용원
- 나기수

## 기타
- 조명: 이민부
- 녹음: 이재웅
- 미술: 도용우